# ナナハン

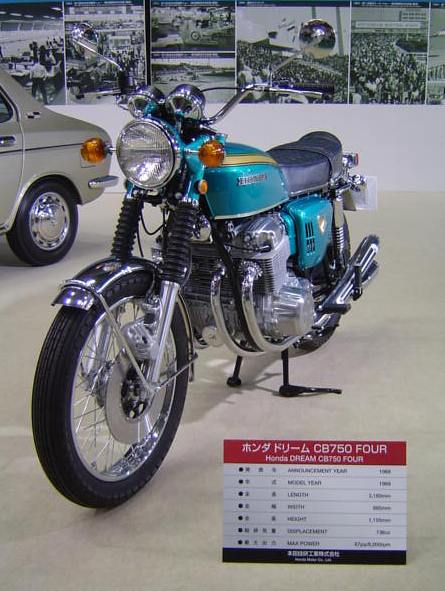
ホンダ・ドリームCB750FOUR

ナナハンとは、公称排気量750ccの大型自動二輪車の日本語における俗称である。排気量のうち、百の位を「ナナ」、十の位を100ccの半分の意味で「ハン」とし、合わせてナナハンと称する。

## 概要
本田技研工業の社史によると、「ナナハン」という言葉はCB750FOURの開発中に機密保持のために用いられていたと記されている。そのCB750FOURは1969年（昭和44年）に発売され、追ってスズキ・GT750（1971年）、カワサキ・750SS（1971年）、ヤマハ・TX750（1972年）、カワサキ・750RS（1973年）なども発売された。1976年には日本4メーカーの空冷4ストロークナナハンが出揃った（ホンダ・CB750FOUR、ヤマハ・GX750、スズキ・GS750、カワサキZ750）。この当時からオートバイメーカー業界の自主規制により、750ccが日本国内では最大排気量となった。
1975年（昭和50年）から1996年（平成8年）までは、排気量400ccを超えるオートバイの運転免許証を取得するには、各都道府県の運転免許試験場で「自動二輪中型限定免許」（いわゆる「中免」）の限定解除審査を受ける必要があった。限定解除審査の合格率は、受検者全体の1%と非常に低かったこともあり、当時、ナナハンに乗るバイクライダーを羨望と尊敬の目で見る人もいた。
750ccの自主規制が廃止された1990年代以降は、排気量1000cc程度あるいはそれ以上の、いわゆる「リッターマシン」が大型二輪車市場の主力製品となった。2023年5月現在で日本のメーカーが日本国内で販売している車種は、ホンダ・NC750X、X-ADV、XL750 TRANSALPとなっている。
一方欧米では、1983年に1000ccから750ccに変更されたワールド・スーパー・バイク・スプリントでのレギュレーションが2004年に再度変更され1000ccとなった後もスズキ・GSX-R750が販売され、カワサキ・Z750のような新型車も投入された。
かつて自動車教習所の教習、および運転免許試験場の試験に使用される大型自動二輪車の教習車にはナナハンが指定されていたため、現在でも2013年に発表されたNC750Lをはじめ、ホンダ・CB750やヤマハ・FZX750、カワサキ・ゼファー750といった車種が使用されている。なおナナハンの車種減少を受け、2011年（平成23年）5月より、教習車の排気量は700cc以上1300cc以下に変更された。

## 派生語
イレブン
公称排気量1100ccのバイクを「イレブン」と呼ぶ場合がある。
リッターバイク・リッタークラス
排気量が1000cc以上またはそれに近いバイクのこと。
ミドルバイク・ミドルクラス
排気量が400cc以上1000cc未満のバイク。国の免許制度、ライダーやメーカー、団体によっては600ccまでだったり、600cc以上800cc未満だったりする。
ナナハンキラー
出力の比較ではナナハンより劣る小排気量車でも、ナナハンより速く走る車種がこのように呼ばれる場合がある。カワサキ・マッハ、ヤマハ・TX500、ヤマハ・RZ350、カワサキ・Z650等の代名詞でもあった。
パパサン
公称排気量883ccのバイクを「パパサン」と呼ぶ場合がある。ハーレーダビッドソン・スポーツスター883の別称でもある。
ハッパン
公称排気量850ccのバイクを「ハッパン」と呼ぶ場合がある。
ロクハン・ロッパン
公称排気量650ccのバイクを「ロクハン」もしくは「ロッパン」と呼ぶ場合がある。
ゴーハン・ゴンゴー
公称排気量550ccのバイクを「ゴーハン」もしくは「ゴンゴー」と呼ぶ場合がある。
ヨンハン・ヨンゴー
公称排気量450ccのバイクを「ヨンハン」もしくは「ヨンゴー」と呼ぶ場合がある。
サンパチ
公称排気量380ccのバイク（普通自動二輪車）を「サンパチ」と呼ぶ場合がある。スズキ・GT380の別称。
サンパン
公称排気量350ccのバイクを「サンパン」と呼ぶ場合がある。
フタハン・ニーハン・ニーゴー・クォーター
公称排気量250ccのバイク（軽自動二輪車）を「フタハン」もしくは「ニーハン」、「ニーゴー」、「クォーター」と呼ぶ場合がある。
イナゴ
公称排気量175ccのバイクを「イナゴ」と呼ぶ場合がある。
ワンツー・ワンツーファイブ・イチニーゴー
公称排気量125ccのバイクを「ワンツー」、｢ワンツーファイブ｣もしくは「イチニーゴー」と呼ぶ場合がある。
ゼロハン・ゴンタ・原チャリ・ゲンチャ
50ccの原付一種を「ゼロハン・ゴンタ・原チャリ・ゲンチャ」と呼ぶ場合がある。

## 日本のメーカーのナナハンの系譜

### ホンダ
特記しない限り直列4気筒 DOHC 4バルブを搭載する。(*)は国内現行市販車。
1. CB系（SOHC2バルブ）
  1. 1969年 ドリーム ドリームCB750FOUR (空冷 SOHC ドライサンプ)
  2. 1975年 ドリーム ドリームCB750FOUR-II
  3. 1977年 ドリーム ドリームCB750FOUR-K

  - オートマ
    1. 1977年 エアラ CB750A（空冷 ウェットサンプ）

  - DOHC化
    1. 1978年 CB750K （空冷）
    2. 1979年 CB750F
    3. 1982年 CB750F インテグラ

  - アメリカン
    1. 1980年 750カスタムエクスクルーシブ→CB750カスタム
2. CBX系
  1. 1983年 CBX750F
  2. 1984年 CBX750ホライゾン
  3. 1985年 CBX750Fボルドール
  4. 1991年 ナイトホーク750
  5. 1992年 CB750
3. CBR系
  1. 1987年 CBR750（水冷）
4. NV系
  1. 1982年 NV750カスタム （水冷V型2気筒 SOHC 3バルブ）
  2. 1983年 シャドウ VT700C
5. シャドウ系
  1. 1997年 シャドウ（750）（水冷V型2気筒 SOHC 3バルブ）
  2. 2000年 シャドウスラッシャー（750）
  3. 2009年 シャドウファントム（750）
6. VT系
  1. 2010年 VT750S（水冷型2気筒 SOHC 3バルブ）
7. VF系
  1. 1982年 VF750 セイバー （水冷V型4気筒）
  2. 1986年 VFR750F
  3. 1987年 VFR750R（RC30）
  4. 1994年 RVF(RC45)

  - アメリカン
    1. 1982年 VF750マグナ
    2. 1987年 V45 マグナ
    3. 1993年 マグナ VF750C
8. 楕円ピストン
  1. 1992年 NR （水冷V型4気筒 8バルブ 楕円ピストンエンジン）
9. XL/XRV系
  1. 1983年 XLV750R（RD01）（空冷横置V型2気筒 SOHC 3バルブ）
  2. 1990年 アフリカツイン（XRV750）（RD04）（水冷横置V型2気筒 SOHC 3バルブ）
  3. 1993年 アフリカツイン（XRV750）（RD07）（水冷横置V型2気筒 SOHC 3バルブ）
10. NC系
  1. 2013年 NC750L（水冷並列2気筒 SOHC 4バルブ）（*教習仕様車）
  2. 2014年 NC750X/S （*）2021年現在、NC750Xのみ現行車。
  3. 2014年 インテグラ
  4. 2014年 NM4-01/02
  5. 2017年 X-ADV（*）
  6. 2021年 FORZA750（日本未発売)

### ヤマハ
- SOHC 2気筒
  - 1972年 TX750 空冷並列2気筒
  - 1982年 XV750E 空冷V型2気筒
- DOHC 3気筒
  - 1976年 GX750 空冷並列3気筒
  - 1977年 GX750II 空冷並列3気筒
- DOHC 並4
  - 1981年 XJ750A
  - 1981年 XJ750E
  - 1982年 XJ750D インジェクション
  - 1983年 XJ750EII
  - 1983年 XJ750DII インジェクション
  - 1985年 FZ750 水冷5バルブ
  - 1986年 FZX750 ↑
  - 1987年 FZR750 ↑
  - 1989年 FZR750R ↑
  - 1993年 YZF750SP ↑
- アメリカン
  - 1978年 XS750Special DOHC 3
  - 1981年 XV750Special 空冷V型2気筒
  - 1984年 XV750Virago ↑

### スズキ
- 1971年 GT750 水冷2ストローク直列3気筒 日本最初の市販水冷車
- 1974年 GT750B4 ↑
- 1976年 GS750 DOHC直4
- 1979年 GS750G ↑
- 1980年 GSX750E DOHC 直4 4バルブ
- 1981年 GS750GL DOHC 直4
- 1982年 GSX750S DOHC 直4 4バルブ ナナハン版カタナ
- 1983年 GSX750ES ↑
- 1984年 GSX750S ↑
- 1985年 GSX-R750 DOHC 直4 4バルブ 油冷（現在の輸出モデルは水冷）
- 1985年 VS750 SOHC V2 4バルブ水冷 アメリカン
- 1995年 GSF750 DOHC 直4 4バルブ油冷
- 2010年 GSR750 DOHC 直4 4バルブ水冷
- 2016年 GSX-S750（*）

### カワサキ
特記しないかぎり4ストローク国内モデル、直4DOHC。
1. Z1を源流にするもの（空冷、2バルブ）
  1. 1973年 Z2 ← （1972年Z1）
  2. 1976年 Z750FOUR
  3. 1978年 Z750FX
2. ザッパーZ650を源流にするもの（空冷、2バルブ）
  1. 1980年 Z750FX-II ← (1976年 Z650)
  2. 1981年 Z750FX-III
  3. 1982年 Z750GP
  4. 1983年 GPz750
  5. 1984年 GPz750F
  6. 1990年 ZEPHYR750
  7. 1996年 ZEPHYR750RS
  8. 1999年 ZR-7
  9. 2001年 ZR-7S

  - アメリカン
    1. 1980年 Z750LTD ← 1980年 Z750FX-II
    2. 1982年 Z750SPECTRE

  - ターボ車（輸出モデル）
    1. 1984年 750TURBO ← 1983年 GPz750
3. ニンジャGPZ900Rを源流にするもの（水冷、4バルブ）
  1. 1984年 GPZ750R ← （1984年 GPZ900R）
  2. 1985年 ELIMINATOR750
4. GPX750Rを源流にするもの（水冷、4バルブ）
  1. 1986年 GPX750R<F>
  2. 1989年 ZXR750<H>
  3. 1991年 ZXR750<J>
  4. 1991年 ZXR750R<K>
  5. 1993年 ZXR750<L>
  6. 1993年 ZXR750R<M>
  7. 1996年 ZX-7R<P>
  8. 1996年 ZX-7RR<N>
5. その他
  - 1971年 750SS MACH IV（2ストローク）
  - 1976年 Z750T（空冷 直2 2バルブ）
  - 1985年 VZ750 TWIN（水冷 V2 2バルブ）
  - 2003年 Z750（Z1000のスケールダウン車・輸出モデル）
  - 2004年 Z750S（↑・輸出モデル）
  - 2010年 Z750R（↑・輸出モデル）

## 日本国外メーカーのナナハン
2012年現在においては750ccを区切りとする区分や規制が存在しないため、製造しているメーカーは数少ないが、モト・グッツィとアプリリア、ハーレーダビッドソンが750ccのエンジンを搭載した車両を販売している。